# 立陶宛通讯社
立陶宛通讯社（ELTA）是立陶宛首都维尔纽斯的一家新闻通讯社。 一天可以接收5000份消息，发出300篇立陶宛语、俄语、英语的文章。立陶宛通讯社跟路透社、俄塔社、德新社、波通社、新华社等外国通讯社保持着密切的合作。

## 历史
1920年3月，立陶宛通讯社于当时立陶宛的临时首都考纳斯市创立，创始人为Juozas Eretas。Juozas Eretas是该社的第一任主编，瑞士裔文学教授、出版家、公众人物，他力图使该通讯社成为像“瑞士手表”一样有效而可靠的新闻源。一战期间在瑞士、丹麦、法国、瑞典、德国建立的出版机构奠定了该通讯社的基础。该社后来被立陶宛外交部掌控。
1920年到1940年期间，立陶宛通讯社与世界上主要的外国通讯社保持着密切的联系，该社的5台电传机频繁地与英国路透社、德国DNB，法国哈瓦斯社、意大利斯丹法尼通讯社、苏联塔斯社交换着消息。立陶宛通讯社承担着莫斯科和柏林之间的通讯。当苏联军队1940年占领立陶宛时，立陶宛通讯社被合并进塔斯社。逃出立陶宛的职员们在德国重建了另一个立陶宛通讯社。立陶宛解放最高委员会（VLIK）通过立陶宛通讯社发表了大量立陶宛语、德语、意大利语、英语、西班牙语、葡萄牙语的告示 。
1990年立陶宛宣布独立后，立陶宛通讯社也从塔斯社中重新脱离出来，开始与世界顶尖的国际通讯社建立直接联系。1996年，立陶宛政府出售了立陶宛通讯社一部分股份（当时的法律要求政府至少保留35%的股份）。2003年，MG Baltic和Achema Group分别拥有50.86%和6.75%的股份 。2005年，Vitas Tomkus旗下的日报Respublika收购了该社60%的股份。2006年，Algirdas Pilvelis旗下的日报Lietuvos aidas从政府手中收购了39.51%的股份。2017年8月，Gitana Markovičienė宣布计划收购立陶宛通讯社的控股股份并担任首席执行官 。2018年2月，80%股份的收购交易完成。之后在2020年1月，Markovičienė利用名下的GM Media Invest收购了剩下的20%股份，成为该通讯社的唯一股东。

## 历任经理
立陶宛通讯社历任经理如下所示：
- Juozas Eretas（立陶宛语） (1920–1922)
- Matas Šalčius (1922–1923)
- Mikas Bagdonas（立陶宛语） (1923)
- Magdalena Avietėnaitė (1924–1926)
- 尤斯塔斯·帕列茨基斯 (1926–1927)
- Antanas Jakobas（立陶宛语） (1927–1928)
- Edvardas Turauskas (1928–1934)
- Pranas Dailidė（立陶宛语） (1934–1939)
- Valentinas Gustainis（立陶宛语） (1939–1940)
- Kostas Korsakas（立陶宛语） (1940)
- Jurgis Griška (1941)
- Aleksejus Jermakovas (1944–1945)
- Andrejus Murachtanovas (1945–1953)
- Donatas Roda（立陶宛语） (1953–1978)
- Feliksas Pažūsis (1978–1982)
- Algimantas Mykolas Stankevičius (1982–1989)
- Robertas Grikevičius (1989–1990)
- Rolandas Barysas (1990–1991)
- Vidmantas Putelis (1991)
- Adolfas Gurskis (1992–1993)
- Algimantas Semaška（立陶宛语） (1993–1996)
- Kęstutis Jankauskas (1996–2004)
- Raimondas Kurlianskis (2004–2005)
- Rimantas Kanapienis (2005)
- Algis Kalanta (2005–2006)
- Gražina Ramanauskaitė-Tiumenevienė (2007–2015)
- Romas Bubnelis (2015–2017)
- Gitana Markovičienė (since 2017)